# Musikjahr 1758
Liste der Musikjahre

◄◄ | ◄ | 1754 | 1755 | 1756 | 1757 | Musikjahr 1758 | 1759 | 1760 | 1761 | 1762 | ► | ►►

Weitere Ereignisse
Dieser Artikel behandelt das Musikjahr 1758.

## Ereignisse

### Oper

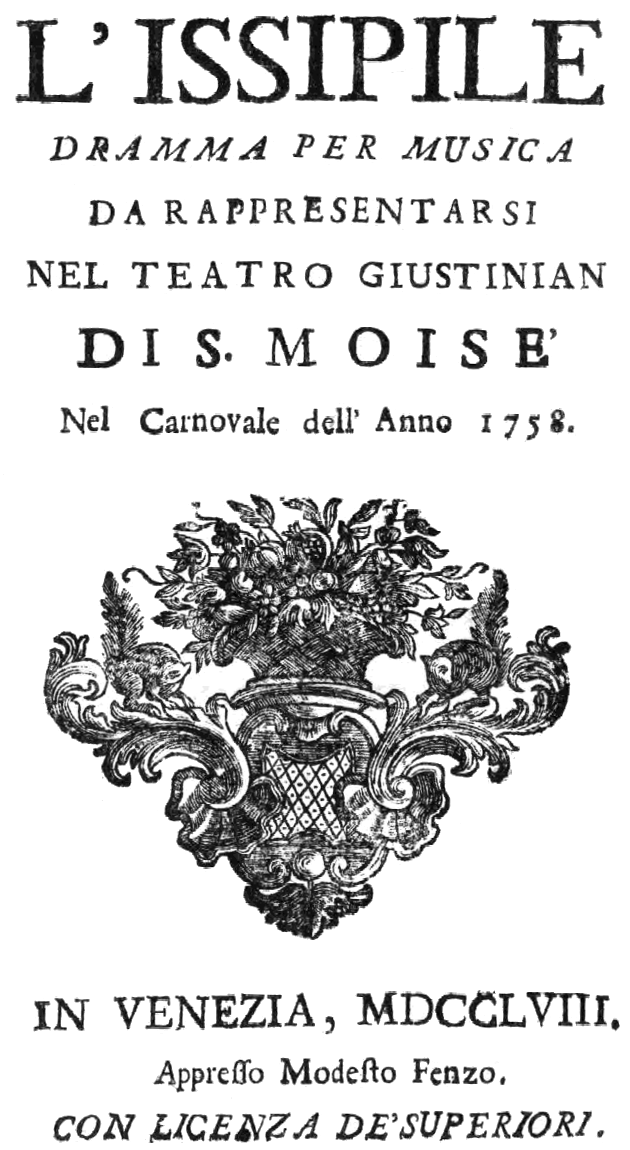
Titelseite des Librettos

Die Oper Issipile von Florian Leopold Gassmann mit einem Libretto von Pietro Metastasio wird zur Karnevalszeit am Teatro San Moisè in Venedig uraufgeführt. Eine weitere Vertonung von Gioacchino Cocchi hat ihre Uraufführung am 14. Mai am King’s Theatre am Haymarket in London.
- Christoph Willibald Gluck – L’île de Merlin

### Instrumentalmusik

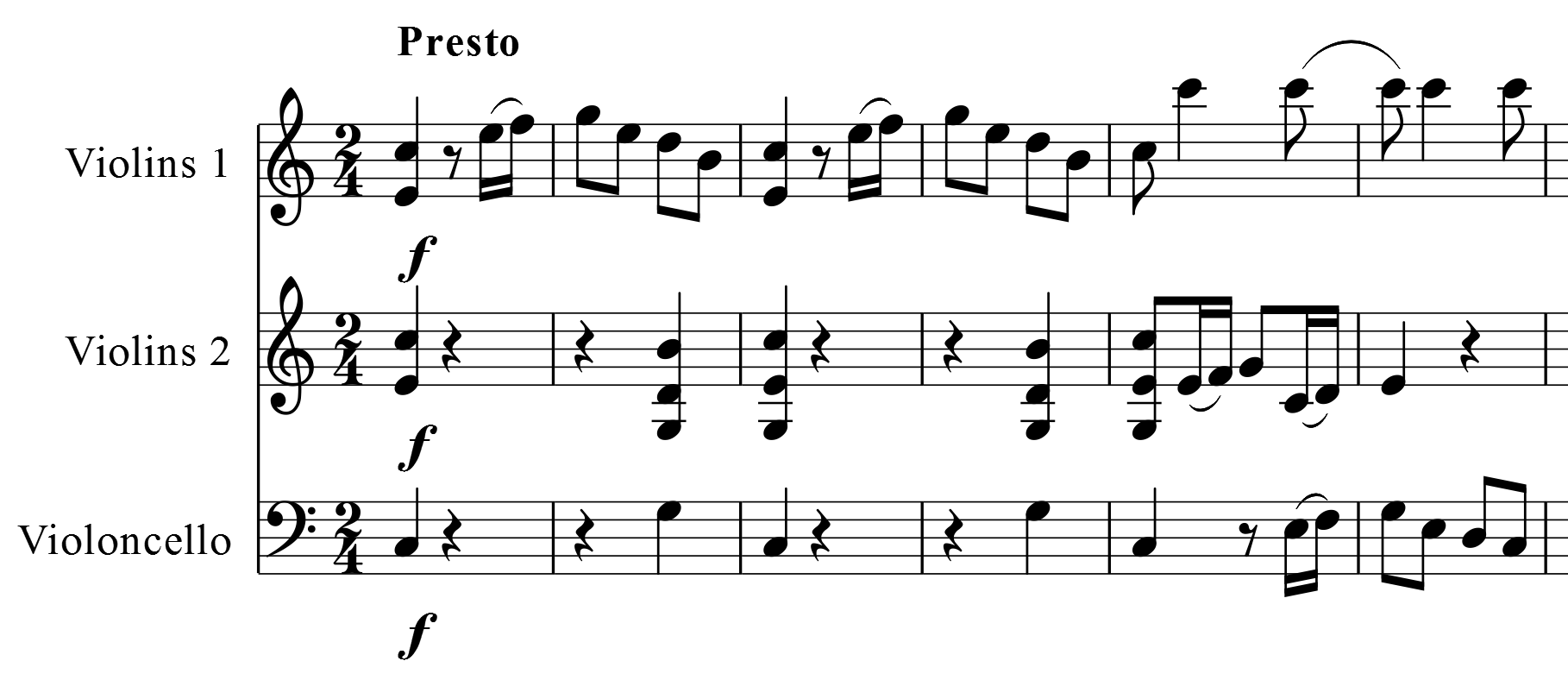
Beginn des Ersten Satzes der 37. Sinfonie von Joseph Haydn

- Joseph Haydn vollendet eine seiner ersten Sinfonien, die später als 37. Sinfonie bezeichnet wird.
- Michael Haydn – Sinfonie Nr. 1 C-Dur, MH 23 (Perger 35)

### Lied
Friedrich Gottlieb Klopstock verfasst das religiöse Gedicht Auferstehn, ja auferstehn wirst du. Er veröffentlicht den Text erstmals im ersten Teil seiner Geistlichen Lieder mit der Melodieangabe Jesus Christus unser Heiland der den Tod überw., eines der lutherischen Hauptlieder zum Osterfest.

### Sonstiges
- Veröffentlichung des ersten englischsprachigen Gitarren-Lernbuches
- William Boyce wird zum Organisten der Chapel Royal ernannt.
- Giovanni Battista Locatelli präsentiert seine Opernkompositionen in Russland. Zu seinem Reisetrupp gehören die Brüder Giuseppe und Vincenzo Manfredini.
- Der 15-jährige Luigi Boccherini kommt zusammen mit seinem Vater und seiner Schwester Maria Ester zum ersten Mal nach Wien, wo die beiden Männer von März bis September im Orchester des Burgtheaters und am Kärntnertortheater (z. T. unter der Leitung von Christoph Willibald Gluck) mitspielen, während Maria Ester eine langfristige Anstellung als Primaballerina findet.[1]

## Geboren

### Geburtsdatum gesichert
- 04. Februar: Christoph Friedrich Wilhelm Nopitsch, deutscher Organist, Komponist und Musikdirektor († 1824)
- 07. Februar: Benedikt Schak, böhmischer Tenor und Komponist († 1826)
- 19. März: Eugen Pausch, deutscher Komponist und katholischer Geistlicher († 1838)
- 24. April: Matthieu-Frédéric Blasius, französischer Violinist, Klarinettist, Dirigent und Komponist († 1829)
- 26. oder 29. Juni: Georg Johann Abraham Berwald, deutscher Fagottist und Geiger († 1825)
- 17. Juli: Bohumír Jan Dlabač, Priester der Prämonstratenser, Gelehrter, Schriftsteller, Musiker und Dichter († 1820)
- 25. August: Franz Teyber, österreichischer Komponist, Organist und Kapellmeister († 1810)
- 15. September: Johann Friedrich Braun, deutscher Oboist und Komponist († 1824)
- 25. September: Josepha Auernhammer, österreichische Pianistin und Komponistin († 1820)
- 25. September: Maria Anna Thekla Mozart, Cousine von Wolfgang Amadeus Mozart; Das Bäsle († 1841)
- 07. Oktober: Paul Wineberger, deutscher Cellist und Komponist († 1821)
- 20. November: Georg Friedrich Fickert, deutscher Kirchenlieddichter und Pfarrer († 1815)
- 23. November: Samuel Gottlob Auberlen, württembergischer Musiker und Liedkomponist († 1829)
- 03. Dezember: Louis Adam, französischer Komponist und Klaviervirtuose († 1848)
- 03. Dezember: Joseph Gelinek, böhmisch-österreichischer Komponist und Pianist († 1825)
- 10. Dezember: Johan Magnus Lannerstjerna, schwedischer Schriftsteller und Librettist († 1797)
- 11. Dezember: Carl Friedrich Zelter, deutscher Musiker, Komponist, Dirigent und Musikpädagoge († 1832)
- 28. Dezember: Johann Evangelist Schmid, deutscher Orgelbauer († 1804)

### Genaues Geburtsdatum unbekannt
- Henriette Dauer-von Etzdorf, deutsche Schauspielerin und Opernsängerin († 1843)
- Joseph Gandat, französischer Porträt- und Landschaftsmaler sowie Flötenbauer († 1974)
- Juliane Caroline Koch, deutsche Opernsängerin und Pianistin († 1783)
- Friedrich Karl Lippert, deutscher Sänger und Schriftsteller († 1803)

## Gestorben

### Todesdatum gesichert
- 14. März: Johann Conrad Gottfried Wildermett, Schweizer evangelischer Geistlicher und Kirchenlieddichter (* 1677)
- 02. April (begraben): Johann Balthasar König, deutscher Komponist und evangelischer Kirchenmusiker (* 1691)
- 15. April (begraben): Heinrich Valentin Beck, deutscher Kantor und Komponist (* 1698)
- 30. April: François d’Agincour, französischer Cembalist, Organist und Komponist (* 1684)
- 00. Juni: John Travers, englischer Komponist, Organist und Musik-Kopist (* um 1703)
- 06. Juli: Johann Andreas Rothe, deutscher evangelischer Pfarrer, Schriftsteller und Lieddichter (* 1688)
- 12. August: Georg Renkewitz, deutscher Organist und Orgelbauer (* 1687)
- 27. August: Maria Barbara de Bragança, Königin von Spanien, Cembalovirtuosin und Mäzenin von Farinelli und der italienischen Oper (* 1711)
- 04. Oktober: Giuseppe Antonio Brescianello, italienischer Komponist und Violinist (* um 1690)
- 15. Oktober: Alessandro Toeschi, italienischer Violinist, Konzertmeister und Komponist (* um 1700)
- 26. Oktober: Johann Paul Schorn, Salzburger Geigenbauer, Komponist und Violinist (* 1682)
- 20. November: Johan Helmich Roman, schwedischer Komponist (* 1694)
- 24. November: Johann Tobias Dressel, sächsischer Orgelbauer (* 1687)
- 27. November: Senesino, eigentlich Francesco Bernardi, italienischer Opernsänger, Kastrat (* 1686)
- 02. Dezember: Joseph Meck, deutscher Kapellmeister, Komponist und Geigenvirtuose des Fürstbischofs von Eichstätt (* um 1690)
- 05. Dezember: Johann Friedrich Fasch, deutscher Komponist (* 1688)
- 20. Dezember: Francesco Maria Cattaneo, italienischer Violinist und Komponist sowie Konzertmeister der Dresdner Hofkapelle (* um 1697)

### Genaues Todesdatum unbekannt
- Johann Ignaz Beyer, österreichischer Komponist, Organist und Kapellmeister (* um 1700)
- Giampaolo De Dominici, neapolitanischer Schauspieler, Musiker, Sänger und Komponist (* 1680)
- Johann Matthias Hagelstein, Lüneburger Orgelbauer (* 1706)